# Mame Rawhane Ngom

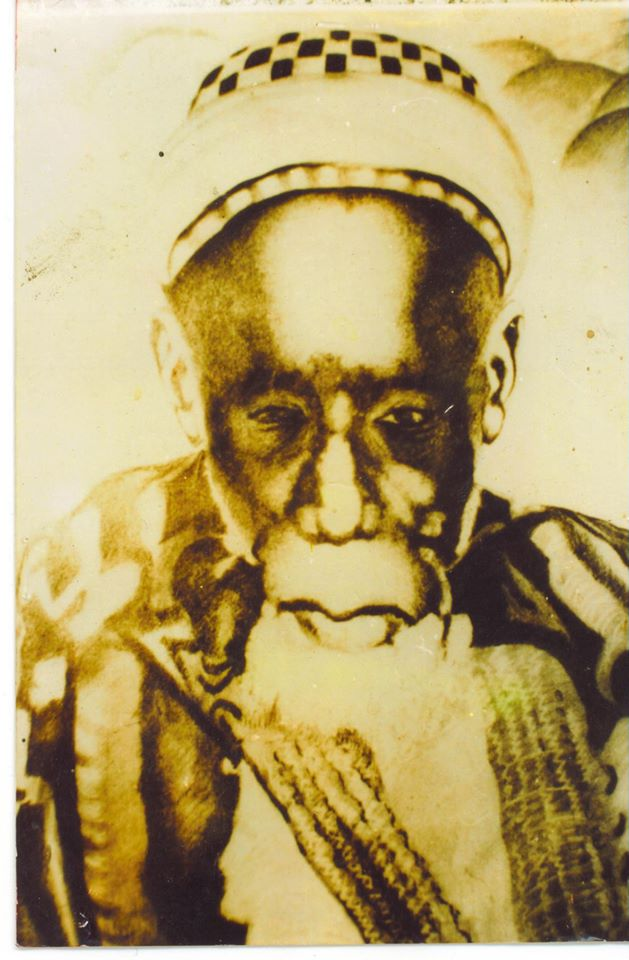
Mame Rawane

Mame Rawhane Ngom est un érudit de l’Islam, ami d'enfance et Muqaddam de Seydi El Hadj Malick Sy. El Hadj Rawane Ngom est originaire de Ngandiol, précisément de Santhiou Aly Ngom, dans la commune de Mpal. Il appartenait à la confrérie soufie tijane, représentante d'une voie spirituelle musulmane qu'il contribua largement à faire connaître au Sénégal, notamment dans le Baol et dans le nord du pays.

## Biographie
Mame Rawhane Ngom est né en 1859 à Santhiou Aly Ngom. Il est le fils de Mame Aly Ngom et de Mame Awa Dieye Diaty. Ses ancêtres paternels sont originaires du Royaume du Baol et ceux maternels du Gandiol. Il a commencé vers les années 1864, à Santhiou Aly Ngom, l’apprentissage du Coran auprès de son père puis de son oncle Mademba Dieye Marame Diagne vers les années 1866 à Bathiass Dièye.
À la suite du décès de son oncle, son père l’amena poursuivre sa formation à Keur Bara Sall chez Tafsir Massogui Sall où il maitrisa parfaitement le Coran pour devenir Hafizul khouran. Toujours à Keur Bara Sall, il s’engagea dans les études de l’arabe, des hadiths, de la théologie et de l'exégèse du Coran.
Après Keur Bara Sall, Mame Rawhane choisit de se perfectionner auprès de maitres tels que Tafsir Mor Fall à Ndiabally et Tafsir Amadou Ndiaye Mabeye à Saint-Louis.
Un jour, alors que Mame Rawhane était aux champs, un homme de Dieu, du nom de Samba Sy, se présenta à Santhiou Aly Ngom pour propager la tariqa tijaniyya. Après échange avec les villageois, Samba Sy leur demanda de lui trouver quelqu’un capable d’écrire correctement l’arabe pour transcrire les chartes et les pratiques de la Tariqa telles que le Wirde et la Wazifa. Mame Rawhane qui fut désigné par la collectivité donna entière satisfaction à l’honorable visiteur.
Mame Rawhane rencontra pour la première fois Cheikh Seydil Hadj Malick SY à Ndiabally chez Tafsir Mor Fall où ils scellèrent leur compagnonnage. Cette relation se consolida lors du séjour de Mame Seydil Hadj Malick Sy à Keur Bara Sall chez Tafsir Massogui Sall puis à Saint-Louis en 1875 chez Tafsir Amadou Ndiaye Mabeye.
Après toutes ces pérégrinations en quête de savoir Seydi Elhadj Rawhane Ngom  vint s’installer à Mpal avec l’approbation de son compagnon Seydi Malick Sy et la complicité d’un commerçant traitant dénommé Ndiaye Diouf. Adepte de ‘ gnakh diarignou ‘ et de ‘bay doundé ‘ Mame Rawhane s’est adonné, sa vie durant, au travail et ainsi il a eu à mener des activités :
- commerciales basées sur le troc (barthia-barthia)
- Agricoles qu’il a rapidement privilégiées au détriment du commerce en créant de nombreux champs avec l’appui de ses Talibés.

En assurant ainsi l’autosuffisance alimentaire à ses talibés et à toutes les personnes de son entourage Mame Rawhane a pu se livrer à ses activités favorites :
- la lecture et l’enseignement du coran
- l’éducation de ses talibés dans les divers domaines de la science islamique
- la prière.

C’est en application de celles-ci qu’il érigea successivement des mosquées qui étaient de véritables universités populaires à :
- Mpal dont la construction démarrée en 1910, rénovée plusieurs fois et achevée en 1926,
- Saint-Louis dont la viabilisation du site a duré de 1933 à décembre 1944 et la construction de 1945 à 1947,
- Fass Ngom dont l’édification a demandé trois bonnes années de 1951 à 1953

La consécration de ses activités de musulman s’est réalisée avec le pèlerinage à La Mecque qu’il a eu à faire, par voie terrestre, dans des conditions difficiles en 1919 et en 1932 et par voie maritime en 1938. Au cours de ses pèlerinages Mame Rawhane eut de nombreux contacts avec d’éminentes personnalités auprès desquelles il s’est instruit et a noué des relations dont la plus pérenne est celle de la famille Bour Haan de la Mecque qui jusqu’à ce jour réserve des honneurs aux membres de la famille de Mame Rawhane qui se rendent à La Mecque.
Mame Seydi Elhadj Rawhane a eu de bons rapports avec le pouvoir colonial français qui lui avait octroyé en 1932 le site de la mosquée de Léona, décerné le grade de chevalier de l’Ordre de l'Étoile noire du Bénin en 1937 et demandé de faire des prières pour la fin de la Seconde Guerre mondiale qu’il fit à Saint-Louis le jeudi 1er mars 1945 à la Place Bayet à Sor (Bayalou Tendjiguène).
Mame Seydi Elhadj Rawhane Ngom est mort le 24 février 1955 à Fass Ngom et inhumé à Mpal où se trouve son mausolée quotidiennement visité par de nombreux musulmans.
Il a laissé comme héritage, entre autres, la lecture quotidienne du Saint Coran avant la prière de l’aube, la Ziara annuelle de Fass Ngom, la célébration du Mawlid (Gamou de Mpal) et la Ziara annuelle de Tivaouane.